# Jean-Jacques Le Normant de Flaghac
Jean-Jacques Le Normant de Flaghac est un homme politique français né le 5 novembre 1816 à Saint-Amant-Tallende (Puy-de-Dôme) et décédé le 25 avril 1890 à Cannes (Alpes-Maritimes).

## Biographie
Après avoir terminé ses études au collége Rollin, il est élève à  l'école Saint-Cyr. Cependant, il n'entre pas dans la carrière militaire. Il est diplomate sous la monarchie de Juillet, notamment en poste en Russie. En 1837 il se retire en Auvergne. Il est président de la Société d'agriculture de l'arrondissement de Brioude et maire de Saint-Georges d'Aurac, où est situé le château de Flaghac.  Il est révoqué de cette dernière fonction par le gouvernement pour s'être présenté comme candidat indépendant aux élections législatives de 1863. Il est élu conseiller général en 1870 et député en 1871. Il est député de la Haute-Loire de 1871 à 1876 et siège sur les bancs monarchistes. Il est battu aux élections de 1876 et 1877 et quitte la vie politique.

## Sources et références
1. ↑  Félix Ribeyre, « Flaghac », Biographie des représentants à l'Assemblée nationale,‎ 1871, p. 338

- « Jean-Jacques Le Normant de Flaghac », dans Adolphe Robert et Gaston Cougny, Dictionnaire des parlementaires français, Edgar Bourloton, 1889-1891 [détail de l’édition]